# Гега, Карл фон
Карл Риттер фон Гега (нем. Carl von Ghega; 10 января 1801, Венеция, Габсбургская монархия — 14 марта 1860, Вена) — австрийский архитектор, инженер, строитель железнодорожных линий, создатель проекта Земмерингской железной дороги, первой в мире горной дороги, которая, учитывая весьма сложный рельеф и значительные перепады высоты, является одним из выдающихся достижений гражданской инженерии XIX века.

## Биография
По происхождению — албанец. Сын офицера военно-морского флота. Образование получил в военном училище в Венеции (1814—1817), позже, в 1811—1819 изучал точные науки в университете Падуи. В 1819—1836 и 1840—1842 руководил строительством железнодорожных и водных путей, сначала в Венеции, а затем в Тироле. В 1836—1840 был начальником строительства железнодорожной линии от Брно до Бржецлава (так называемый, участок Привилегированной Северной железной дороги императора Фердинанда, соединяющий Вену с Краковом).
В 1842 был послан австрийскими властями в США для ознакомления с инженерными достижения в области железнодорожного строительства.
После возвращения из Соединенных Штатов стал инспектором планирования и строительства железной дороги Вена-Триест. Задача состояла в том, чтобы провести дорожную линию через перевал Земмеринг на высоте 984 м над уровнем моря. К. Гега после изучения 39 железнодорожных линий в Соединенных Штатах, детального изучения местности и подготовки подробных карт вокруг перевала, разработал проект железнодорожной линии. В ходе подготовки изобрёл несколько новых измерительных приборов. Определил несколько альтернативных маршрутов, но выбрал те, строительство которых не требует сооружения слишком многих туннелей.
План инженера был завершен в 1847 году и предусматривал постройку железнодорожной линии длиной 42 км, с 22 большими мостами и путепроводами, туннеля длиной 1200 м. Проект был одобрен австрийским министерством общественных работ в июне 1848 года, несмотря на протесты прессы и многих инженеров. Работы начались в августе 1848 года — линия была разделена на 14 участков, строительство которых было поручено 14 различным компаниям. Вначале строительства был задействован 1421 рабочий, в дальнейшем, их число увеличилось до 20 000. Земмерингская железная дорога была пущена в эксплуатацию в 1854 году, а линия в Триест — в 1857 году. Сегодня дорога по-прежнему является полностью функционирующей частью австрийской Южной железной дороги.
В 1851 году за большой вклад для Австрийской империи Геге было пожаловано дворянство, и в 1853 году он был назначен начальником планирования сети железных дорог всей Австрийской империи.

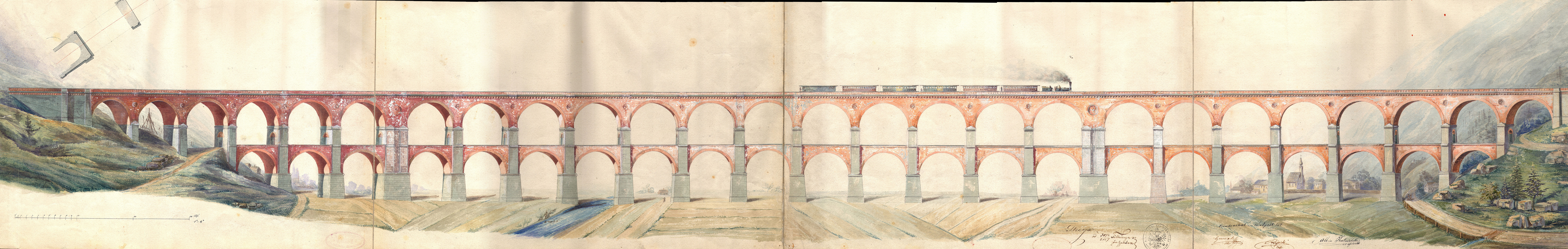
Проект Боровницкого виадука Карла Риттера фон Гега

Кроме того, в 1842 Карл Гега построил винодельческий завод Шлумбергер (Schlumberger-Kellerei в 19-м венском районе Дёблинг) — старейшее предприятие по производству игристых вин в Австрии.

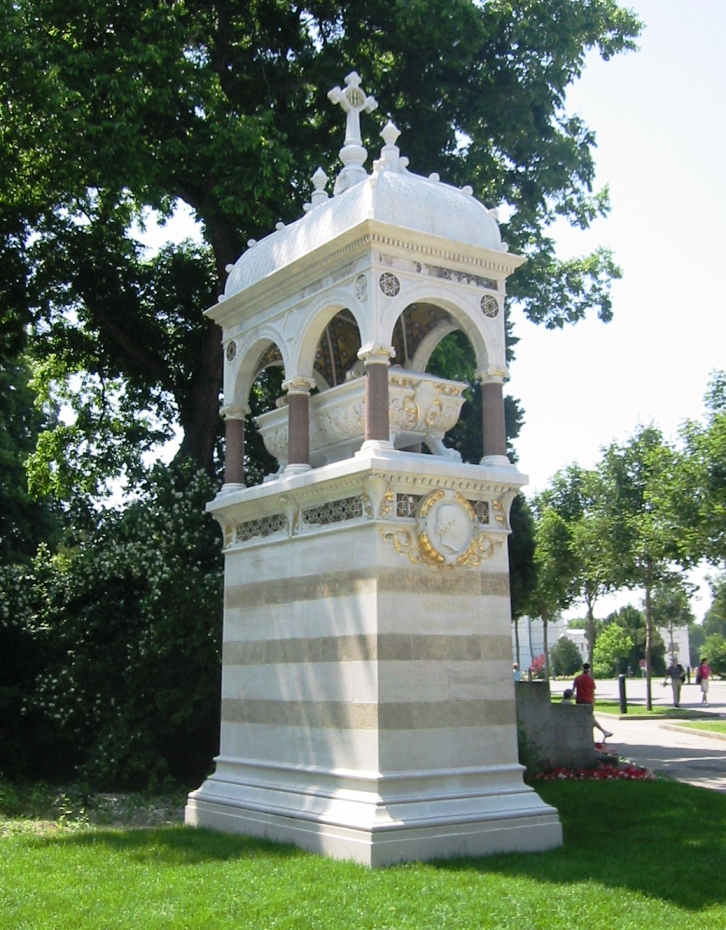
Памятник на могиле Карла Риттера фон Гега на Центральном кладбище Вены

Умер от чахотки в Вене.

## Автор публикаций
- Die Baltimore-Ohio Eisenbahn über die Alleghanygebirge, 1844
- Über nordamerikanischen Brückenbau und Berechnung des Tragungsvermögens der Howe’schen Brücken, 1845
- Übersicht der Hauptfortschritte des Eisenbahnwesens in den Jahrzehnte 1840-50 und die Ergebnisse der
- Probefahrten auf eine Strecke der Staatsbahn über dem Semmering in Österreich, 1852
- Обзор главных преимуществ железных дорог в 1840—1850 г., а также результаты испытаний государственных железных дорог в Австрии, 1853
- Malerischer Atlas der Eisenbahn über dem Semmering, 1855

## Память
- Изображение Карла фон Гега помещено на 20 шиллинговую австрийскую банкноту выпуска 1965—1970 годов.
- Создан музей Карла фон Геги.